# Pince-monseigneur
Ne doit pas être confondu avec Pied-de-biche ou Coupe boulon.
Une pince-monseigneur est un levier court à tête aplatie servant par exemple à forcer les portes (une sorte de pied-de-biche). 
Le terme « pince » prêtant à confusion, ce terme est souvent utilisé à tort pour désigner un coupe boulon ou autre grosse pince permettant de découper des barres métalliques.[réf. nécessaire]

## Désignation
- la barre à mine, qui peut paraître semblable en plus grand, mais qui est avant tout un outil de frappe et n'est pas recourbée. Elle est nommée tout simplement « pince » chez le tailleur de pierre, tandis que chez le mécanicien (ou garagiste), elle est tantôt une « pince-monseigneur », tantôt une « pince-levier » ;
- la pince coupe boulon ou pince de ferrailleur, qui est en fait une pince coupante de grande dimension.

## Origine du nom
Le mot « pince » trouve, selon Littré, son origine dans l'espagnol pinzas ou le vénitien pinza (piqûre). La pince désigne en outre la partie antérieure du sabot du cerf, ce qui permet le rapprochement avec le pied-de-biche. En vieux français, elle est attestée comme levier pour déplacer des pierres. Comme pour les ciseaux, l'unité pourrait remplacer la paire. 
D'après l'Académie française, ce nom composé de « pince » et de « monseigneur » provient, par ironie, du fait que l'on disait que toutes les portes s'ouvrent devant une personne de haut rang (« monseigneur »).

## Utilisation
La pince-monseigneur est avant tout un levier, qui sert à soulever, à riper (déplacer), à forcer ou à démolir. Un de ses usages originels était le déchaussage de clous de charpente. Un autre usage primaire des outils de type levier appelés pinces est d'utiliser la force de levier pour imposer une forte tension à un revêtement souple, comme une bâche ou une tapisserie, que l'on cloue ou agrafe en place ensuite.